# Skin Tight
Skin Tight es el quinto álbum de estudio de la banda estadounidense Ohio Players, lanzado en marzo de 1974 a través del sello Mercury Records. Autoproducido por la banda, Skin Tight se grabó y mezcló en los estudios Paragon, en Chicago, Illinois, por el ingeniero de audio Barry Mraz. La masterización del álbum se llevó a cabo en los estudios Sterling Sound, en Edgewater, Nueva Jersey, por Dave Phimister.

## Recepción de la crítica
Un escritor no especificado de Record World escribió: “Una hermosa mezcla de jazz vibrante y sutilezas de R&B de rico sabor unen fuerzas en este delicioso disco”. Un escritor no especificado de Billboard describió Skin Tight como “soul suave y de tipo jazz con voces discretas que tienden a servir casi como fondo en la mayoría de los casos”. Un escritor no especificado de la revista Cash Box escribió: “La dinámica precisa y los arreglos inteligentes resaltan las exquisitas armonías y el equilibrio musical que hacen de este álbum un placer escucharlo”.

## Lista de canciones
Todas las canciones escritas y compuestas por Ohio Players. 
Lado uno
1. «Skin Tight» – 7:52
2. «Streakin' Cheek to Cheek» – 5:43
3. «It's Your Night / Words of Love» – 7:58

Lado dos
1. «Jive Turkey» – 7:09
2. «Heaven Must Be Like This» – 7:18
3. «Is Anybody Gonna Be Saved?» – 4:56

## Créditos y personal
Créditos adaptados desde las notas de álbum de Skin Tight.
Ohio Players
- Marshall “Rock” Jones – Fender Bass
- James “Diamond” Williams – batería, campanas tubulares, percusión,  voz principal y coros
- Billy Beck – piano, órgano, piano eléctrico Fender Rhodes, clavinet, sintetizador ARP, percusión, voz principal y coros
- Leroy “Sugarfoot” Bonner – guitarra, percusión, voz principal y coros
- Ralph “Pee Wee” Middlebrooks – trompeta, trombón, coros
- Clarence “Satch” Satchell – saxofón barítono y tenor, flauta, percusión, voz principal y coros
- Marvin “Merv” Pierce – trompeta, fliscorno, coros

Personal técnico
- Ohio Players – productor
- Barry Mraz – ingeniero de audio
- Lee Hulko – ingeniero de audio
- Dave Phimister – masterización
- Jim Ladwig – director artístico
- Richard Fegley – fotografía

## Posicionamiento

### Gráfica semanal
| Gráfica (1974)                             | Pico de posición |
| ------------------------------------------ | ---------------- |
| Canadá (RPM Top Albums)                    | 15               |
| Estados Unidos (Billboard Top LP's & Tape) | 11               |
| Estados Unidos (Billboard Soul LP's)       | 1                |

### Gráfica de fin de año
| Gráfica (1974)                             | Pico de posición |
| ------------------------------------------ | ---------------- |
| Estados Unidos (Billboard Top LP's & Tape) | 58               |
| Estados Unidos (Billboard Soul LP's)       | 6                |